# Graskop
Graskop ist eine Stadt in der südafrikanischen Provinz Mpumalanga. Sie liegt in der Gemeinde Thaba Chweu im Distrikt Ehlanzeni.

## Geographie

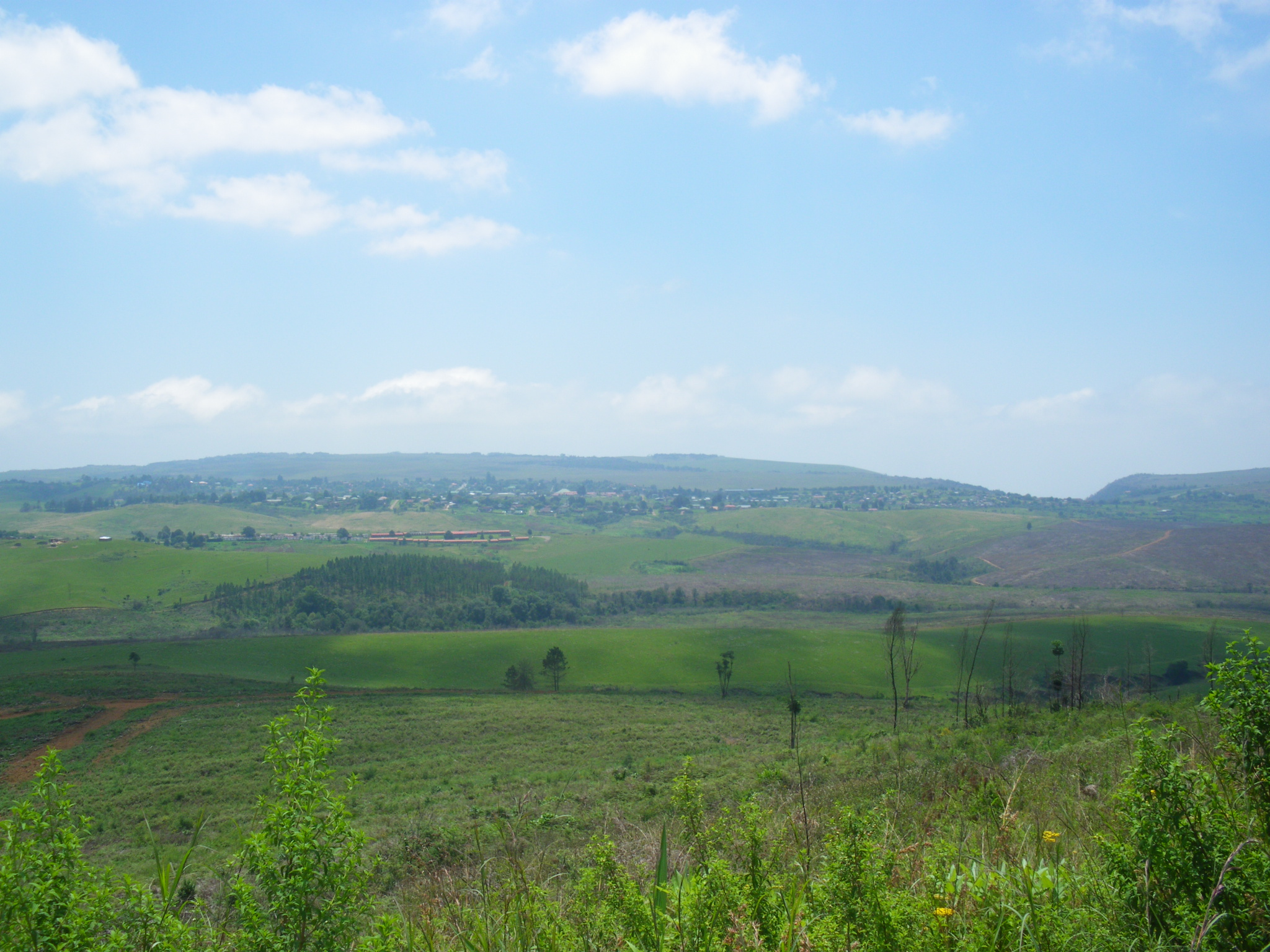
Blick auf Graskop

Graskop hat 3996 Einwohner (Volkszählung 2011). Die wichtigsten Sprachen sind Afrikaans mit 29 % und Sepedi mit 22 %.
Die Stadt liegt am Great Escarpment in den nördlichen Ausläufern der Drakensberge. Das Klima ist gemäßigt, die Niederschlagsmenge hoch. Im Sommer liegt der Ort oft in Wolken.

## Geschichte
Graskop wurde in den 1880er Jahren im damaligen Transvaal als Camp für Goldminenarbeiter im nahen Pilgrim’s Rest gegründet. Der Name stammt aus dem Afrikaans und bedeutet „Grasspitze“.

## Wirtschaft und Verkehr
Eine wichtige Rolle spielt der Tourismus. Nordöstlich liegt God’s Window an der Panorama Route, von wo man 700 Meter tief in das Lowveld blicken kann. The Pinnacle ist eine Felsnadel nahe dem Abgrund. Graskop hat mit seinen umliegenden Wäldern Bedeutung in der Forstwirtschaft.
Graskop liegt an der Fernstraße R532, die den Ort mit Sabie im Süden verbindet und Teil der Panorama Route ist, und der R533, die westwärts nach Pilgrim’s Rest verläuft.